# Mio figlio (film 2017)
Mio figlio (Mon garçon) è un film del 2017 diretto da Christian Carion.

## Trama
Julien è sempre in viaggio per lavoro e la continua assenza da casa ha mandato in frantumi il suo matrimonio.
Mentre si trova in Francia riceve un'inquietante chiamata dalla sua ex moglie: Mathys, il loro bambino di sette anni è scomparso mentre faceva un campeggio.
Si mette allora sulle sue tracce, pronto a percorrere anche il più oscuro dei sentieri pur di salvare suo figlio.
Julien inizia a fare indagini personali e a guardare le fotografie e filmati del giorno della scomparsa del figlio per scoprire un traffico di bambini.

## Distribuzione
Il film è stato presentato in anteprima il 23 agosto 2017 al Festival du film francophone d'Angoulême.
In Italia è stato distribuito dalla No.Mad Entertainment dal 27 settembre 2018.

## Remake
Nel 2021 viene distribuito il remake My Son diretto dallo stesso regista.